# 骇鲸龙属
骇鲸龙（属名：Crymocetus，意为“令人不寒而栗的〔鲸鱼般巨大的〕海怪”）是蛇颈龙目已灭绝的一个属，来自英国萨塞克斯白垩纪的白垩群。自自该被描述以来，除在白垩纪蛇颈龙的讨论中提及外，少有后期研究者对其进行检视。

## 分类
骇鲸龙最初由英国著名古生物学家理查德·欧文（Richard Owen）于1850年描述为新种伯氏蛇颈龙（Plesiosaurus bernardi）。正模标本由一节大型前段颈椎组成，发现于英国萨塞克斯白垩纪时期的白垩岩沉积物中。然而，著名美国古生物学家爱德华·德林克·科普（Edward Drinker Cope）则决定为伯氏蛇颈龙独立建属，命名为骇鲸龙属（Crymocetus）。
尽管科普命名了新属，但几乎所有研究者均倾向于反对该做法。理查德·莱德克（Richard Lydekker）认为骇鲸龙是白垩龙的一个种，并将鱼椎蛇颈龙（Plesiosaurus ichthyospondylus）及临时命名的波罗的海蛇颈龙（Plesiosaurus balticus）视为其异名。后期研究者则认为骇鲸龙要么是种上龙亚目，要么是种彪龙科。无论如何，骇鲸龙及来自英国中白垩世沉积物的其它蛇颈龙类均需要重新研究。